# Cyrtopodion
Cyrtopodion — рід геконів родини геконових (Gekkonidae). Станом на 2024 рік описано 25 видів. Поширені в Західній і Південній Азії. Мешканці кам'янистих пустель, аридних передгір'їв та гір. 

## Опис
Дрібні та середнього розміру гекони загальною довжиною до 20 см, більшу половини якої складає хвіст. Зіниці вертикальні із зазубреними краями. Пальці довгі, викривлені, 2 або 3 останні фаланги стислі з боків й з'єднані один з одним під кутом. Преанальні та стегнові пори розвинені тільки у самців. Преанальних пор не більше 10, вони не відокремлені проміжком від стегнових і розташовані майже по прямій лінії.
Тулуб зверху та з боків вкритий однорідною, більш-менш зернистою дрібною лускою, між якою в деяких видів розташовані великі, часто опуклі й ребристі луски або горбки. Голова зверху вкрита численними дрібними, округлими, злегка опуклими лусочками. Довжина шва між першою парою нижньощелепних щитків більша, ніж довжини підборідного щитка.
Сегментація хвоста виражена добре. Пальці з боків не мають бахроми з рогових зубчиків. Знизу пальці вкриті одним рядом підпальцевих щитків, їх ширина помітно вужча, ніж ширина хвоста.
Основний фон забарвлення верхньої сторони тіла, як правило, світло-сірий або піщаний. Візерунок витриманий у темно-охристих та коричневих тонах і складається на спині з 4—7 поперечних темних смуг, на хвості — з 7—13 смуг.

## Поширення
Представники роду поширені в Західній, Центральній та Південно-Східній Азії.

## Особливості біології
Представники роду населяють кам'янисті пустелі й напівпустелі, аридні передгір'я та гори до висоти 3600 м н. р. м. Не уникають населених пунктів, часто мешкають у розвалинах, біля будівель та помешкань людини. Ведуть нічний і присмерковий спосіб життя. Удень ховаються серед каміння, у тріщинах скель та пустотах ґрунту. Активність залежить від особливостей місцевості та погодних умов. Активні з лютого по грудень. Окремі види при сприятливих умовах активні увесь рік.
Гекони роду Cyrtopodion належать до яйцекладних плазунів. Самиці відкладають, як правило, 1—2 яйця у травні — серпні. Зазвичай роблять 2 кладки за сезон.
Живиться різноманітними безхребетними, переважно комахами і павуками.

## Систематика
У 1984 році українським герпетологом Н. Н. Щербаком і російським герпетологом М. Л. Голубєвим із роду виділено ряд палеарктичних видів геконів у два нових роди Tenuidactylus і Gymnodactylus.
Станом на 2024 рік описано 25 видів. З них 20 видів (80 %) ендемічні :
- Cyrtopodion agamuroides(інші мови)
- Cyrtopodion agamuroides(інші мови)
- Cyrtopodion baigii(інші мови)
- Cyrtopodion baigii(інші мови)
- Cyrtopodion brevipes(інші мови)
- Cyrtopodion baigii(інші мови)
- Cyrtopodion gastrophole(інші мови)
- Cyrtopodion baigii(інші мови)
- Cyrtopodion baigii(інші мови)
- Cyrtopodion indusoani(інші мови)
- Cyrtopodion kachhensis(інші мови)
- Cyrtopodion kiabii(інші мови)
- Cyrtopodion kirmanensis(інші мови)
- Cyrtopodion kohsulaimanai(інші мови)
- Cyrtopodion baigii(інші мови)
- Cyrtopodion medogensis(інші мови)
- Cyrtopodion montiumsalsorum(інші мови)
- Cyrtopodion baigii(інші мови)
- Cyrtopodion potoharensis(інші мови)
- Cyrtopodion rhodocaudus(інші мови)
- Cyrtopodion rohtasfortai(інші мови)
- Cyrtopodion scaber(інші мови)
- Cyrtopodion baigii(інші мови)
- Cyrtopodion vindhya
- Cyrtopodion watsoni(інші мови)